# タイス (小惑星)
タイス (1236 Thais) は、メインベルトの小惑星。ソ連の天文学者グリゴリー・ニコラエヴィチ・ネウイミンがクリミア半島のシメイズ天文台で発見した。
アレキサンダー大王配下の武将プトレマイオス（プトレマイオス1世）に寵愛され、アナトール・フランスの小説のタイトルにもなったギリシャのヘタイラ（遊女）のタイス（Thaïs：ギリシャ語表記：Θαΐς）にちなんで命名された。